# Chotków

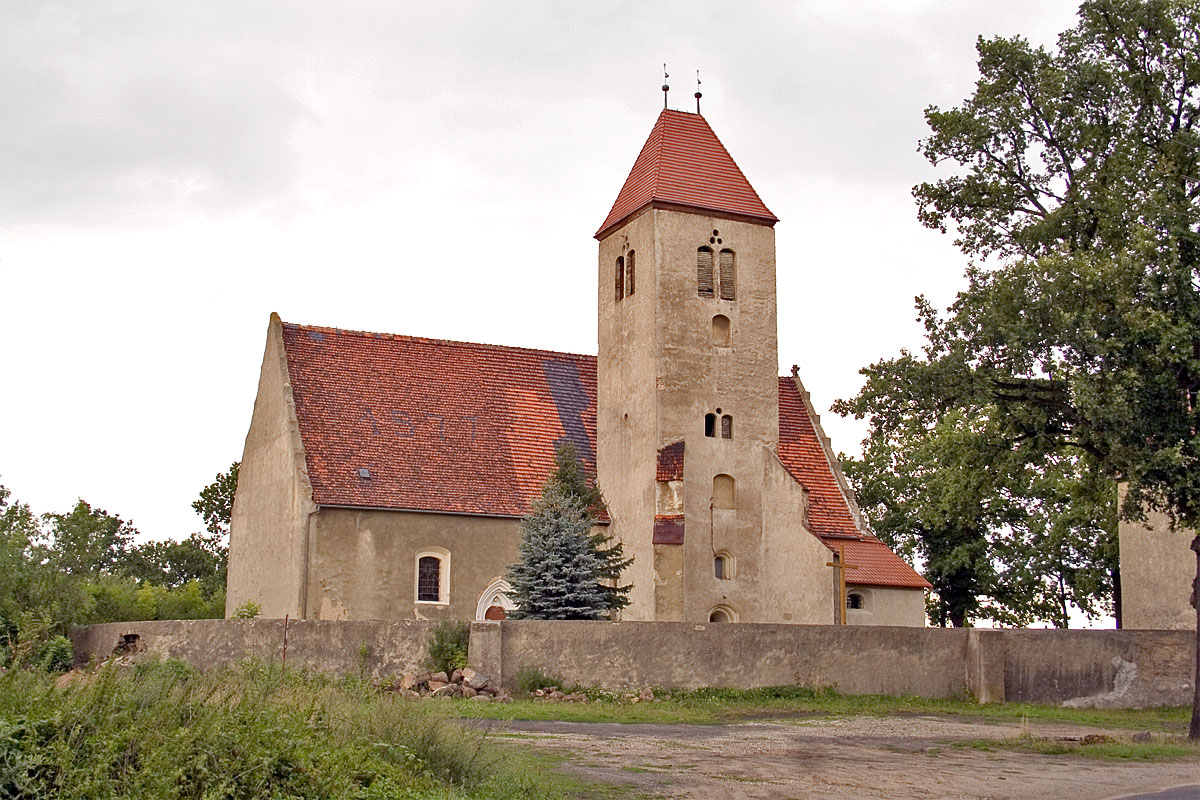
Kościół pw. Narodzenia NMP

Chotków – wieś w Polsce, położona w województwie lubuskim, w powiecie żagańskim, w gminie Brzeźnica.
W latach 1954–1972 wieś należała i była siedzibą władz gromady Chotków. W latach 1975–1998 wieś administracyjnie należała do województwa zielonogórskiego.
| SIMC    | Nazwa    | Rodzaj     |
| ------- | -------- | ---------- |
| 0908254 | Studnice | przysiółek |

## Demografia
Liczba mieszkańców miejscowości w poszczególnych latach:
| Rok  | Liczba mieszkańców |
| ---- | ------------------ |
| 1998 | 837                |
| 2002 | 749                |
| 2009 | 778                |
| 2011 | 776                |
| 2021 | 725                |

## Historia
Wieś wymieniana po raz pierwszy w 1328 roku, będąca wówczas w rękach rodu von Nostitz, który władał nią do 1559 roku, kiedy to zakupił ją Fabian von Schönaich. W końcu XVI w. właścicielem był Henryk von Dohna, a następnie jego córka Jadwiga i Jerzy von Prosskau (początek XVII w.). W 1732 roku majątek został przejęty za długi przez miasto Szprotawa. Do wybuchu II wojny światowej majątek był wydzierżawiany.
W pobliżu miejscowości, formalnie na terenie wsi Jelenin, był przystanek kolejowy Chotków.

## Zabytki
Do wojewódzkiego rejestru zabytków wpisane są:
- kościół parafialny pod wezwaniem Narodzenia Najświętszej Marii Panny, gotycki pochodzi z drugiej połowy XIII w.; wielokrotnie rozbudowywany: prezbiterium – XV w., wieża – XVI w. Prosta, jednonawowa budowla z kamienia i cegły, przekryta wewnątrz sklepieniem krzyżowo-żebrowym i sieciowym, a zewnątrz dachem dwuspadowym. Surowa architektura przełamana portalem z XIII w. w ścianie południowej i wieżą przekrytą dachem czterospadowym. We wnętrzu wyróżnia się ołtarz wykonany w XVI w. przez Mistrza z Gościszowic, kamienna chrzcielnica z końca XVI w., obraz „Uwolnienie św. Piotra” z przełomu XVI i XVII w., a także płyty nagrobne z okresu gotyku i renesansu. Kościół otoczony jest kamiennym murem, w którym umieszczono piętrową bramę przykrytą dachem czterospadowym. Wewnątrz muru znajduje się też cmentarz
- dzwonnica
- zespół pałacowy, z XVIII wieku:
  - pałac w Chotkowie – pierwotnie dwór renesansowy z połowy XVI w. Pierwotnie była to renesansowa budowla o trzech kondygnacjach, murowana z kamienia, otoczona fosą i murem mającym cztery basteje w narożnikach. W 1709 roku został przebudowany w stylu barokowym z inicjatywy Jerzego von Prosskau. Wejście obramowano kamiennym portalem z balkonem, podwyższono dwie basteje nadając im kształt wież. Dwie pozostałe uległy powolnemu zniszczeniu. W XIX w. zasypano fosę i zlikwidowano fortyfikacje wokół dworu. Nad wejściem kartusz z herbami Jerzego von Prosskau (L). Obecnie stanowi własność prywatną
  - dwie wieże basteje
  - brama na dziedziniec gospodarczy
  - wozownia
  - obora.

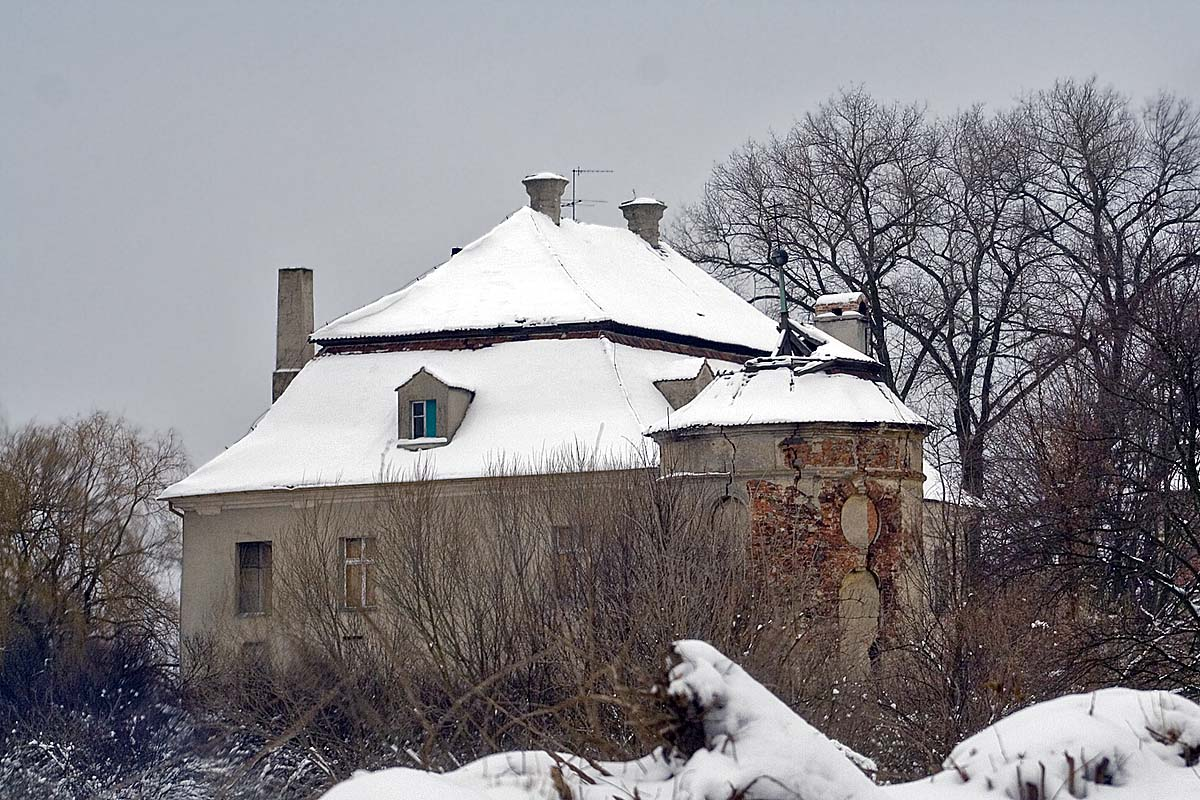
Pałac
Herb Georga von Prosskau